# Gambassi Terme
Gambassi Terme är en ort och kommun i storstadsregionen Florens, innan den 31 december 2014 provinsen Florens, i regionen Toscana i Italien. Kommunen hade 4 807 invånare (2018).